# Tiếng Armenia Tây
Tiếng Armenia Tây (cách viết trong tiếng Armenia cổ điển: արեւմտահայերէն, arevmdahayerēn) là một trong hai dạng tiêu chuẩn của tiếng Armenia hiện đại, cái còn lại là Armenia Đông. Nó chủ yếu dựa trên phương ngữ Armenia Istanbul trái ngược với Armenia Đông, chủ yếu dựa trên phương ngữ Armenia Yerevan.
Cho đến đầu thế kỷ 20, nhiều phương ngữ Armenia khác cũng được sử dụng ở Đế quốc Ottoman, đặc biệt là ở các khu vực phía đông, nơi mà trong lịch sử gồm chủ yếu người Armenia, gọi là Tây Armenia. Các phương ngữ của tiếng Armenia Tây hiện đang được sử dụng bao gồm phương ngữ Homshetsi, được nói bởi các dân tộc Hemshin; phương ngữ của người Armenia Kessab, Latakia và Jisr al-Shughur ở Syria, Anjar ở Liban và Vakıflı ở Thổ Nhĩ Kỳ (một phần của phương ngữ "Sueidia").
Các dạng của phương ngữ Karin thuộc tiếng Armenia Tây được hàng trăm nghìn người nói ở Bắc Armenia, chủ yếu ở Gyumri, Artik, Akhuryan và khoảng 130 ngôi làng ở tỉnh Shirak và bởi người Armenia ở tỉnh Samtskhe-Javakheti của Gruzia (Akhalkalaki, Akhaltsikhe).
Vì chủ yếu là ngôn ngữ cộng đồng và không phải là ngôn ngữ chính thức của bất kỳ quốc gia nào, tiếng Armenia Tây đang phải đối mặt với nguy cơ bị đe dọa khi ngày càng ít người bản ngữ nói lưu loát trong bối cảnh áp lực phải đồng hóa tại các quốc gia sở tại. Ước tính số lượng người nói thông thạo tiếng Armenia Tây bên ngoài Armenia và Georgia ở mức dưới một triệu.

## Phân biệt các dạng tiếng Armenia
Tiếng Armenia Đông và Armenia Tây phần lớn dễ thông hiểu lẫn nhau đối với những người sử dụng có học thức hoặc biết chữ của tiếng còn lại, trong khi những mù chữ hoặc chỉ biết một thứ chữ có thể gặp khó khăn trong việc hiểu phương ngữ còn lại. Một ví dụ về sự khác biệt về âm vị học, "b" trong tiếng Armenia Đông được phát âm là "p" trong tiếng Armenia Tây, tương tự như "g" trong tiếng Armenia Đông được phát âm là "k" trong tiếng Armenia Tây. Tương tự với "d" trong tiếng Armenia Đông được phát âm là "t" trong tiếng Armenia Tây và "dj" trong tiếng Armenia Đông được phát âm là "tch" trong tiếng Armenia Tây.

## Người nói
Tiếng Armenia Tây là một ngôn ngữ Ấn-Âu được nói bởi người Armenia tại hầu hết Trung Đông ngoại trừ Iran và Rostov trên sông Đông ở Nga. Nó chỉ được nói bởi một tỷ lệ nhỏ người Armenia ở Thổ Nhĩ Kỳ như ngôn ngữ đầu tiên (với tỷ lệ 18% trong cộng đồng Armenia nói chung và 8% ở người trẻ tuổi). Tiếng Armenia Tây đã có lúc là phương ngữ tiếng Armenia chiếm ưu thế. Sau cuộc diệt chủng người Armenia, tiếng Armenia Tây đã bị xóa sạch khỏi Tây Armenia. Những người chạy trốn đến Đông Armenia ngày nay nói tiếng Armenia Đông, hoặc sử dụng phương ngữ Armenia Tây ở nhà (hay trong tình huống thông tục) và Armenia Đông ở nơi công cộng (hay trong tình huống cần trang trọng). Phương ngữ Armenia Tây duy nhất vẫn được nói ở Tây Armenia là phương ngữ Homshetsi (bởi người Hemshin nói phương ngữ này không trở thành nạn nhân của cuộc diệt chủng người Armenia do là người Hồi giáo).
Vào ngày 21 tháng 2 năm 2009, ngày tiếng mẹ đẻ Quốc tế đã được đánh dấu bằng việc xuất bản một ấn bản mới của Sách đỏ các ngôn ngữ bị đe dọa của UNESCO, trong đó tiếng Armenia Tây ở Thổ Nhĩ Kỳ được xác định là ngôn ngữ bị đe doạ.

## Chữ viết
Tiếng Armenia Tây sử dụng chữ viết Armenia cổ điển, thường còn được gọi là chữ Mashtots truyền thống. Chữ viết Armenia cải cách xuất hiện ở Cộng hòa Xã hội chủ nghĩa Xô viết Armenia vẫn được sử dụng bởi hầu hết những người nói tiếng Armenia Đông từ Armenia hiện đại và thường được gọi là chữ Abeghian, song không được chấp nhận bởi những người nói tiếng Armenia Đông tại Iran và nhóm người di cư của họ, và bởi người nói tiếng Armenia Tây (ngoại trừ một số ấn phẩm định kỳ được xuất bản ở Romania và Bulgaria dưới chế độ Cộng sản).